# Grand Prix de Voleibol de 2011
El Grand Prix de Voleibol de 2011 fue la 19ª edición del torneo anual de voleibol femenino, organizado por la Federación Internacional de Voleibol (FIVB).
Celebrada por primera vez con dieciséis equipos en dos fases, se llevó a cabo entre el 5 y el 28 de agosto. La final tuvo lugar en Macao, China, con los siete mejores equipos clasificados en la ronda preliminar, además del país anfitrión.

## Equipos participantes
Por primera vez en 19 ediciones del torneo, se distribuyeron 16 vacantes para el torneo.
Entre el 17 de septiembre y 24 de septiembre de 2010, en Europa a través del Torneo Clasificatorio se distribuyeron vacantes para el Gran Prix en Cagliari, Italia. En otras partes de Europa, Serbia se clasificó como el campeón de la Liga Europea de Voleibol Femenino de 2010.
En la Copa Panamericana de Voleibol Femenino —celebrada en Tijuana, México—, República Dominica, Estados Unidos y Cuba clasificaron como los 3 equipos mejores ubicados de NORCECA. Por su parte Perú y Argentina clasificaron como los 2 mejores ubicados de la CSV. En Asia, los dos equipos se clasificaron a través de la Copa Asiática celebrada en Taicang, siendo estos Tailandia y Corea del Sur. Los equipos de Brasil, China, Japón y Polonia recibieron invitaciones de la FIVB para participar del torneo.
| Europa (CEV)                                 | América (NORCECA/CSV)                                                    | Ásia (AVC)                                             |
| -------------------------------------------- | ------------------------------------------------------------------------ | ------------------------------------------------------ |
| Italia · Alemania · Rusia · Polonia · Serbia | Brasil · República Dominicana · Estados Unidos · Perú · Argentina · Cuba | Tailandia · Corea del Sur · China · Japón · Kazajistán |

## Calendario
| Fechas                                      | Local/Equipos                                                           | Local/Equipos                                                 | Local/Equipos                                               | Local/Equipos                                                           |
| ------------------------------------------- | ----------------------------------------------------------------------- | ------------------------------------------------------------- | ----------------------------------------------------------- | ----------------------------------------------------------------------- |
| Primera semana: 5 de agosto–7 de agosto     | Grupo A · Bydgoszcz Polonia · Italia · República Dominicana · Argentina | Grupo B · Nakhon Pathom Tailandia · Cuba · Perú · Rusia       | Grupo C · Busan Corea del Sur · Brasil · Japón · Alemania · | Grupo D · Luohe China · Estados Unidos · Serbia · Kazajistán            |
| Segunda semana: 12 de agosto–14 de agosto   | Grupo E · Zielona Góra Polonia · Cuba · Corea del Sur · Argentina       | Grupo F · Almaty Kazajistán · Italia · Brasil · Tailandia     | Grupo G · Quanzhou China · Rusia · Alemania · Perú ·        | Grupo H · Komaki Japón · Estados Unidos · Serbia · República Dominicana |
| Tercera semana: 19 de agosto–21 de agosto   | Grupo I · Hong Kong China · Polonia · República Dominicana · Kazajistán | Grupo J · Hong Kong Estados Unidos · Italia · Alemania · Perú | Grupo K · Bangkok Tailandia · Cuba · Brasil · Argentina     | Grupo L · Tokio Japón · Rusia · Serbia · Corea del Sur                  |
| Fase final: 24 de agosto–28 de agosto Macao |                                                                         |                                                               |                                                             |                                                                         |

## Primera Fase
En la primera fase, los dieciséis equipos compitieron en nueve partidos durante tres semanas divididos en grupos de cuatro equipos cada uno. Los siete equipos mejor situados en la tabla de posiciones se clasificaron para la fase final. China tenía garantizado un lugar en la final por ser anfitrión del evento.

### Grupo A (Bydgoszcz)
| Pos | Equipo               | PJ | PG | PP | SF | SC | PTS |
| --- | -------------------- | -- | -- | -- | -- | -- | --- |
| 1   | Italia               | 3  | 3  | 0  | 9  | 3  | 9   |
| 2   | Polonia              | 3  | 1  | 0  | 6  | 6  | 4   |
| 3   | República Dominicana | 3  | 1  | 1  | 6  | 8  | 3   |
| 4   | Argentina            | 3  | 1  | 2  | 4  | 8  | 2   |

#### Resultados
| Fecha    | Hora  | Encuentro                        | Resultado | Set   | Set   | Set   | Set   | Set   | Puntuación total |
| Fecha    | Hora  | Encuentro                        | Resultado | 1     | 2     | 3     | 4     | 5     | Puntuación total |
| -------- | ----- | -------------------------------- | --------- | ----- | ----- | ----- | ----- | ----- | ---------------- |
| 05-08-11 | 16:30 | Polonia - Argentina              | 3-0       | 25-20 | 25-17 | 25-22 |       |       | 75-59            |
| 05-08-11 | 19:00 | Italia - República Dominicana    | 3-1       | 25-18 | 22-25 | 25-18 | 25-17 |       | 97-78            |
| 06-08-11 | 15:30 | Polonia - República Dominicana   | 2-3       | 25-21 | 17-25 | 24-26 | 25-23 | 16-18 | 107-113          |
| 06-08-11 | 18:00 | Italia - Argentina               | 3-1       | 25-17 | 23-25 | 25-20 | 25-18 |       | 98-80            |
| 07-08-11 | 15:30 | Polonia - Italia                 | 1-3       | 12-25 | 25-21 | 24-26 | 14-25 |       | 75-97            |
| 07-08-11 | 18:00 | República Dominicana - Argentina | 2-3       | 25-20 | 22-25 | 19-25 | 25-23 | 11-15 | 102-108          |

### Grupo B (Nakhon Pathom)
| Pos | Equipo    | PJ | PG | PP | SF | SC | PTS |
| --- | --------- | -- | -- | -- | -- | -- | --- |
| 1   | Rusia     | 3  | 3  | 0  | 9  | 1  | 9   |
| 2   | Tailandia | 3  | 2  | 1  | 6  | 5  | 5   |
| 3   | Cuba      | 3  | 1  | 2  | 6  | 6  | 4   |
| 4   | Perú      | 3  | 0  | 3  | 0  | 9  | 0   |

#### Resultados
| Fecha    | Hora  | Encuentro         | Resultado | Set   | Set   | Set   | Set   | Set   | Puntuación total |
| Fecha    | Hora  | Encuentro         | Resultado | 1     | 2     | 3     | 4     | 5     | Puntuación total |
| -------- | ----- | ----------------- | --------- | ----- | ----- | ----- | ----- | ----- | ---------------- |
| 05-08-11 | 15:00 | Rusia - Cuba      | 3-1       | 24-26 | 25-18 | 25-23 | 25-20 |       | 99-87            |
| 05-08-11 | 17:30 | Perú - Tailandia  | 0-3       | 20-25 | 13-25 | 16-25 |       |       | 49-75            |
| 06-08-11 | 15:00 | Rusia - Perú      | 3-0       | 25-12 | 25-09 | 25-14 |       |       | 75-35            |
| 06-08-11 | 17:30 | Cuba - Tailandia  | 2-3       | 25-23 | 25-17 | 28-26 | 23-25 | 10-15 | 78-66            |
| 07-08-11 | 15:00 | Perú - Cuba       | 0-3       | 24-26 | 19-25 | 22-25 |       |       | 65-76            |
| 07-08-11 | 17:30 | Rusia - Tailandia | 3-0       | 25-18 | 25-19 | 27-25 |       |       | 77-62            |

### Grupo C (Busan)
| Pos | Equipo        | PJ | PG | PP | SF | SC | PTS |
| --- | ------------- | -- | -- | -- | -- | -- | --- |
| 1   | Brasil        | 3  | 3  | 0  | 9  | 1  | 9   |
| 2   | Japón         | 3  | 2  | 1  | 6  | 3  | 6   |
| 3   | Corea del Sur | 3  | 1  | 2  | 3  | 7  | 3   |
| 4   | Alemania      | 3  | 0  | 3  | 2  | 9  | 0   |

#### Resultados
| Fecha    | Hora  | Encuentro                | Resultado | Set   | Set   | Set   | Set   | Set | Puntuación total |
| Fecha    | Hora  | Encuentro                | Resultado | 1     | 2     | 3     | 4     | 5   | Puntuación total |
| -------- | ----- | ------------------------ | --------- | ----- | ----- | ----- | ----- | --- | ---------------- |
| 05-08-11 | 14:00 | Brasil - Japón           | 3-0       | 25-18 | 25-16 | 25-21 |       |     | 75-55            |
| 05-08-11 | 16:30 | Corea del Sur - Alemania | 3-1       | 25-19 | 25-19 | 20-25 | 25-20 |     | 95-83            |
| 06-08-11 | 14:00 | Corea del Sur - Japón    | 0-3       | 20-25 | 21-25 | 22-25 |       |     | 63-75            |
| 06-08-11 | 16:30 | Brasil - Alemania        | 3-1       | 25-21 | 23-25 | 25-15 | 25-23 |     | 98-84            |
| 07-08-11 | 14:00 | Corea del Sur - Brasil   | 0-3       | 17-25 | 20-25 | 22-25 |       |     | 59-75            |
| 07-08-11 | 16:30 | Japón - Alemania         | 3-0       | 25-22 | 25-13 | 25-19 |       |     | 75-54            |

### Grupo D (Luohe)
| Pos | Equipo         | PJ | PG | PP | SF | SC | PTS |
| --- | -------------- | -- | -- | -- | -- | -- | --- |
| 1   | Estados Unidos | 3  | 2  | 0  | 9  | 2  | 8   |
| 2   | Serbia         | 3  | 2  | 1  | 8  | 4  | 7   |
| 3   | China          | 3  | 1  | 2  | 7  | 3  | 3   |
| 4   | Kazajistán     | 3  | 0  | 3  | 0  | 9  | 0   |

#### Resultados
| Fecha    | Hora  | Encuentro                   | Resultado | Set   | Set   | Set   | Set   | Set   | Puntuación total |
| Fecha    | Hora  | Encuentro                   | Resultado | 1     | 2     | 3     | 4     | 5     | Puntuación total |
| -------- | ----- | --------------------------- | --------- | ----- | ----- | ----- | ----- | ----- | ---------------- |
| 05-08-11 | 16:00 | Serbia - Estados Unidos     | 2-3       | 22-25 | 19-25 | 25-23 | 25-20 | 10-15 | 101-108          |
| 05-08-11 | 19:30 | China - Kazajistán          | 3-0       | 25-18 | 25-23 | 25-16 |       |       | 75-57            |
| 06-08-11 | 16:00 | Kazajistán - Estados Unidos | 0-3       | 15-25 | 21-25 | 12-25 |       |       | 48-75            |
| 06-08-11 | 19:30 | China - Serbia              | 1-3       | 21-25 | 25-23 | 21-25 | 18-25 |       | 85-98            |
| 07-08-11 | 16:00 | China - Estados Unidos      | 0-3       | 20-25 | 17-25 | 16-25 |       |       | 53-75            |
| 07-08-11 | 19:30 | Serbia - Kazajistán         | 3-0       | 25-19 | 25-15 | 25-22 |       |       | 75-56            |

### Grupo E (Zielona Góra)
| Pos | Equipo        | PJ | PG | PP | SF | SC | PTS |
| --- | ------------- | -- | -- | -- | -- | -- | --- |
| 1   | Corea del Sur | 3  | 3  | 0  | 9  | 2  | 8   |
| 2   | Polonia       | 3  | 2  | 1  | 6  | 4  | 6   |
| 3   | Argentina     | 3  | 1  | 2  | 3  | 8  | 2   |
| 4   | Cuba          | 3  | 0  | 3  | 5  | 9  | 2   |

#### Resultados
| Fecha    | Hora  | Encuentro                 | Resultado | Set   | Set   | Set   | Set   | Set   | Puntuación total |
| Fecha    | Hora  | Encuentro                 | Resultado | 1     | 2     | 3     | 4     | 5     | Puntuación total |
| -------- | ----- | ------------------------- | --------- | ----- | ----- | ----- | ----- | ----- | ---------------- |
| 12-08-11 | 16:30 | Polonia - Argentina       | 3-0       | 25-20 | 25-20 | 25-23 |       |       | 75-63            |
| 12-08-11 | 19:00 | Cuba - Corea del Sur      | 2-3       | 25-17 | 16-25 | 17-25 | 25-23 | 12-15 | 95-105           |
| 13-08-11 | 15:30 | Polonia - Corea del Sur   | 0-3       | 21-25 | 32-34 | 23-25 |       |       | 76-84            |
| 13-08-11 | 18:00 | Cuba - Argentina          | 2-3       | 19-25 | 25-15 | 25-20 | 18-25 | 14-16 | 101-101          |
| 14-08-11 | 15:30 | Polonia - Cuba            | 3-1       | 25-15 | 25-21 | 25-23 | 25-20 |       |                  |
| 14-08-11 | 18:00 | Corea del Sur - Argentina | 3-0       | 25-22 | 25-16 | 25-21 |       |       |                  |

### Grupo F (Almaty)
| Pos | Equipo     | PJ | PG | PP | SF | SC | PTS |
| --- | ---------- | -- | -- | -- | -- | -- | --- |
| 1   | Brasil     | 3  | 3  | 0  | 9  | 1  | 9   |
| 2   | Italia     | 3  | 2  | 0  | 9  | 7  | 4   |
| 3   | Tailandia  | 3  | 1  | 2  | 5  | 6  | 4   |
| 4   | Kazajistán | 3  | 0  | 3  | 2  | 9  | 1   |

#### Resultados
| Fecha    | Hora  | Encuentro              | Resultado | Set   | Set   | Set   | Set   | Set   | Puntuación total |
| Fecha    | Hora  | Encuentro              | Resultado | 1     | 2     | 3     | 4     | 5     | Puntuación total |
| -------- | ----- | ---------------------- | --------- | ----- | ----- | ----- | ----- | ----- | ---------------- |
| 12-08-11 | 15:15 | Kazajistán - Italia    | 2-3       | 25-22 | 25-22 | 18-25 | 19-25 | 12-15 | 99-109           |
| 12-08-11 | 18:00 | Tailandia - Brasil     | 0-3       | 16-25 | 23-25 | 16-25 |       |       | 55-75            |
| 13-08-11 | 15:15 | Brasil - Kazajistán    | 3-0       | 25-14 | 25-18 | 25-20 |       |       | 75-52            |
| 13-08-11 | 18:00 | Italia - Tailandia     | 3-2       | 24-26 | 19-25 | 25-22 | 25-15 | 15-12 | 108-100          |
| 14-08-11 | 15:15 | Kazajistán - Tailandia | 0-3       | 24-26 | 23-25 | 21-25 |       |       | 68-76            |
| 14-08-11 | 18:00 | Italia - Brasil        | 1-3       | 23-25 | 26-24 | 18-25 | 18-25 |       | 85-99            |

### Grupo G (Quanzhou)
| Pos | Equipo   | PJ | PG | PP | SF | SC | PTS |
| --- | -------- | -- | -- | -- | -- | -- | --- |
| 1   | Rusia    | 3  | 3  | 0  | 9  | 0  | 9   |
| 2   | China    | 3  | 2  | 1  | 6  | 5  | 5   |
| 3   | Alemania | 3  | 1  | 2  | 5  | 6  | 4   |
| 4   | Perú     | 3  | 0  | 3  | 0  | 9  | 0   |

#### Resultados
| Fecha    | Hora  | Encuentro        | Resultado | Set   | Set   | Set   | Set   | Set   | Puntuación total |
| Fecha    | Hora  | Encuentro        | Resultado | 1     | 2     | 3     | 4     | 5     | Puntuación total |
| -------- | ----- | ---------------- | --------- | ----- | ----- | ----- | ----- | ----- | ---------------- |
| 12-08-11 | 16:00 | Alemania - Rusia | 0-3       | 18-25 | 19-25 | 21-25 |       |       | '58-75           |
| 12-08-11 | 19:30 | China - Perú     | 3-0       | 25-16 | 25-20 | 25-13 |       |       | 75-49            |
| 13-08-11 | 16:00 | Perú - Rusia     | 0-3       | 20-25 | 17-25 | 17-25 |       |       | 54-75            |
| 13-08-11 | 19:30 | China - Alemania | 3-2       | 14-25 | 22-25 | 25-23 | 25-21 | 18-16 | 104-110          |
| 14-08-11 | 16:00 | Alemania - Perú  | 3-0       | 25-23 | 25-15 | 25-18 |       |       | 75-56            |
| 14-08-11 | 19:30 | China - Rusia    | 0-3       | 22-25 | 23-25 | 20-25 |       |       | 65-75            |

### Grupo H (Komaki)
| Pos | Equipo               | PJ | PG | PP | SF | SC | PTS |
| --- | -------------------- | -- | -- | -- | -- | -- | --- |
| 1   | Estados Unidos       | 3  | 2  | 0  | 6  | 0  | 6   |
| 2   | Japón                | 3  | 2  | 1  | 6  | 5  | 6   |
| 3   | Serbia               | 3  | 2  | 1  | 4  | 3  | 6   |
| 4   | República Dominicana | 3  | 0  | 3  | 1  | 9  | 0   |

#### Resultados
| Fecha    | Hora  | Encuentro                             | Resultado | Set   | Set   | Set   | Set   | Set | Puntuación total |
| Fecha    | Hora  | Encuentro                             | Resultado | 1     | 2     | 3     | 4     | 5   | Puntuación total |
| -------- | ----- | ------------------------------------- | --------- | ----- | ----- | ----- | ----- | --- | ---------------- |
| 12-08-11 | 15:00 | Estados Unidos - República Dominicana | 3-0       | 25-22 | 25-22 | 25-10 |       |     | 75-54            |
| 12-08-11 | 18:00 | Japón - Serbia                        | 3-1       | 25-16 | 25-21 | 17-25 | 25-21 |     | 92-83            |
| 13-08-11 | 15:00 | Serbia - República Dominicana         | 3-0       | 25-17 | 25-20 | 25-22 |       |     | 75-59            |
| 13-08-11 | 18:00 | Japón - Estados Unidos                | 0-3       | 22-25 | 14-25 | 18-25 |       |     | 54-75            |
| 14-08-11 | 15:00 | Japón - República Dominicana          | 3-1       | 25-22 | 26-24 | 23-25 | 25-20 |     | 99-91            |
| 14-08-11 | 18:00 | Estados Unidos - Serbia               | 1-3       | 12-25 | 25-17 | 23-25 | 15-25 |     | 75-92            |

### Grupo I (Hong Kong)
| Pos | Equipo               | PJ | PG | PP | SF | SC | PTS |
| --- | -------------------- | -- | -- | -- | -- | -- | --- |
| 1   | China                | 3  | 3  | 0  | 9  | 1  | 9   |
| 2   | República Dominicana | 3  | 2  | 1  | 6  | 5  | 6   |
| 3   | Polonia              | 3  | 1  | 2  | 4  | 6  | 3   |
| 4   | Kazajistán           | 3  | 0  | 3  | 1  | 9  | 0   |

#### Resultados
| Fecha    | Hora  | Encuentro                         | Resultado | Set   | Set   | Set   | Set   | Set   | Puntuación total |
| Fecha    | Hora  | Encuentro                         | Resultado | 1     | 2     | 3     | 4     | 5     | Puntuación total |
| -------- | ----- | --------------------------------- | --------- | ----- | ----- | ----- | ----- | ----- | ---------------- |
| 19-08-11 | 19:30 | Kazajistán - Polonia              | 0-3       | 20-25 | 12-25 | 20-25 |       |       | 52-75            |
| 19-08-11 | 21:30 | República Dominicana - China      | 0-3       | 24-26 | 22-25 | 18-25 |       |       | 64-76            |
| 20-08-11 | 15:00 | República Dominicana - Polonia    | 3-1       | 24-26 | 28-26 | 26-24 | 25-17 |       | 103-93           |
| 20-08-11 | 21:30 | China - Kazajistán                | 3-1       | 25-16 | 19-25 | 25-20 | 25-21 |       | 94-82            |
| 21-08-11 | 17:30 | República Dominicana - Kazajistán | 3-2       | 15–25 | 27-25 | 21-25 | 25-15 | 15-09 | 103-99           |
| 21-08-11 | 20:00 | China - Polonia                   | 3-0       | 25-20 | 25-17 | 25-22 |       |       | 75–59            |

### Grupo J (Hong Kong)
| Pos | Equipo         | PJ | PG | PP | SF | SC | PTS |
| --- | -------------- | -- | -- | -- | -- | -- | --- |
| 1   | Estados Unidos | 3  | 3  | 0  | 9  | 0  | 9   |
| 2   | Italia         | 3  | 2  | 1  | 6  | 3  | 6   |
| 3   | Alemania       | 3  | 1  | 2  | 3  | 7  | 3   |
| 4   | Perú           | 3  | 0  | 3  | 1  | 9  | 0   |

#### Resultados
| Fecha    | Hora  | Encuentro                 | Resultado | Set   | Set   | Set   | Set   | Set | Puntuación total |
| Fecha    | Hora  | Encuentro                 | Resultado | 1     | 2     | 3     | 4     | 5   | Puntuación total |
| -------- | ----- | ------------------------- | --------- | ----- | ----- | ----- | ----- | --- | ---------------- |
| 19-08-11 | 13:00 | Italia - Perú             | 3-0       | 25-18 | 25-16 | 25-18 |       |     | 75-52            |
| 19-08-11 | 15:00 | Estados Unidos - Alemania | 3-0       | 25-10 | 25-18 | 25-23 |       |     | 75-51            |
| 20-08-11 | 13:00 | Alemania - Perú           | 3-1       | 25-14 | 20-25 | 25-19 | 25-18 |     | 95-76            |
| 20-08-11 | 19:00 | Estados Unidos - Italia   | 3-0       | 25-23 | 25-19 | 25-18 |       |     | 75-60            |
| 21-08-11 | 11:00 | Estados Unidos - Perú     | 3-0       | 25-13 | 25-18 | 25-15 |       |     | 75-46            |
| 21-08-11 | 13:00 | Alemania - Italia         | 0-3       | 15-25 | 22-25 | 23-25 |       |     | 60–75            |

### Grupo K (Bangkok)
| Pos | Equipo    | PJ | PG | PP | SF | SC | PTS |
| --- | --------- | -- | -- | -- | -- | -- | --- |
| 1   | Brasil    | 3  | 3  | 0  | 9  | 0  | 9   |
| 2   | Tailandia | 3  | 2  | 1  | 6  | 4  | 6   |
| 3   | Cuba      | 3  | 1  | 2  | 4  | 6  | 3   |
| 4   | Argentina | 3  | 0  | 3  | 0  | 9  | 0   |

#### Resultados
| Fecha    | Hora  | Encuentro             | Resultado | Set   | Set   | Set   | Set   | Set | Puntuación total |
| Fecha    | Hora  | Encuentro             | Resultado | 1     | 2     | 3     | 4     | 5   | Puntuación total |
| -------- | ----- | --------------------- | --------- | ----- | ----- | ----- | ----- | --- | ---------------- |
| 19-08-11 | 14:00 | Cuba - Brasil         | 0-3       | 18-25 | 13-25 | 12-25 |       |     | 43-75            |
| 19-08-11 | 16:30 | Tailandia - Argentina | 3-0       | 25-23 | 25-15 | 25-14 |       |     | 75-52            |
| 20-08-11 | 14:00 | Brasil - Argentina    | 3-0       | 25-12 | 25-15 | 25-08 |       |     | 75-35            |
| 20-08-11 | 16:30 | Cuba - Tailandia      | 1-3       | 25-23 | 21-25 | 21-25 | 13-25 |     | 80-98            |
| 21-08-11 | 14:00 | Argentina - Cuba      | 0-3       | 24-26 | 23-25 | 18-25 |       |     | 65–76            |
| 21-08-11 | 16:30 | Brasil - Tailandia    | 3-0       | 25-16 | 25-12 | 25-18 |       |     | 75-46            |

### Grupo L (Tokio)
| Pos | Equipo        | PJ | PG | PP | SF | SC | PTS |
| --- | ------------- | -- | -- | -- | -- | -- | --- |
| 1   | Serbia        | 3  | 2  | 1  | 8  | 3  | 7   |
| 2   | Japón         | 3  | 2  | 1  | 6  | 3  | 6   |
| 3   | Rusia         | 3  | 1  | 2  | 5  | 8  | 3   |
| 4   | Corea del Sur | 3  | 1  | 2  | 3  | 8  | 2   |

#### Resultados
| Fecha    | Hora  | Encuentro              | Resultado | Set   | Set   | Set   | Set   | Set   | Puntuación total |
| Fecha    | Hora  | Encuentro              | Resultado | 1     | 2     | 3     | 4     | 5     | Puntuación total |
| -------- | ----- | ---------------------- | --------- | ----- | ----- | ----- | ----- | ----- | ---------------- |
| 19-08-11 | 15:00 | Rusia - Corea del Sur  | 2-3       | 22-25 | 25-17 | 25-20 | 23-25 | 11-15 | 102-110          |
| 19-08-11 | 18:00 | Japón - Serbia         | 0-3       | 20-25 | 22-25 | 18-25 |       |       | 60-75            |
| 20-08-11 | 15:00 | Rusia - Serbia         | 3-2       | 25-13 | 21-25 | 22-25 | 25-17 | 15-08 | 108-88           |
| 20-08-11 | 18:00 | Japón - Corea del Sur  | 3-0       | 25-19 | 25-22 | 29-27 |       |       | 79-68            |
| 21-08-11 | 15:00 | Serbia - Corea del Sur | 3-0       | 25-18 | 25-16 | 25-23 |       |       | 75-57            |
| 21-08-11 | 18:00 | Japón - Rusia          | 3-0       | 25-23 | 25-19 | 25-19 |       |       | 75-61            |

### Clasificación general
| Pos | Equipo               | PJ | PG | PP | SF | SC | PTS |
| --- | -------------------- | -- | -- | -- | -- | -- | --- |
| 1   | Brasil               | 9  | 9  | 0  | 27 | 2  | 27  |
| 2   | Estados Unidos       | 9  | 8  | 1  | 25 | 5  | 23  |
| 3   | Rusia                | 9  | 7  | 2  | 23 | 9  | 21  |
| 4   | Serbia               | 9  | 6  | 3  | 23 | 11 | 20  |
| 5   | Italia               | 9  | 7  | 2  | 22 | 13 | 19  |
| 6   | Japón                | 9  | 6  | 3  | 18 | 11 | 18  |
| 7   | China                | 9  | 6  | 3  | 19 | 12 | 17  |
| 8   | Tailandia            | 9  | 6  | 3  | 17 | 15 | 15  |
| 9   | Corea del Sur        | 9  | 5  | 4  | 15 | 17 | 13  |
| 10  | Polonia              | 9  | 4  | 5  | 16 | 16 | 13  |
| 11  | Cuba                 | 9  | 2  | 7  | 15 | 21 | 9   |
| 12  | República Dominicana | 9  | 3  | 6  | 13 | 23 | 8   |
| 13  | Alemania             | 9  | 2  | 7  | 10 | 22 | 7   |
| 14  | Argentina            | 9  | 2  | 7  | 7  | 25 | 4   |
| 15  | Kazajistán           | 9  | 0  | 9  | 5  | 27 | 2   |
| 16  | Perú                 | 9  | 0  | 9  | 1  | 27 | 0   |

| – | Clasificado para competir en la fase final. |
| – | Eliminado para competir en la fase final.   |

## Fase Final
La fase final del Gran Prix 2011 se celebró en Macao, China, entre el 24 y el 28 de agosto. Los ocho equipos clasificados se enfrentaron en dos grupos de cuatro, clasificando a semifinales los dos primeros de cada grupo.

### Grupo A
| Pos | Equipo    | PJ | PG | PP | SF | SC | PTS |
| --- | --------- | -- | -- | -- | -- | -- | --- |
| 1   | Serbia    | 3  | 3  | 0  | 9  | 3  | 8   |
| 2   | Rusia     | 3  | 2  | 1  | 7  | 4  | 6   |
| 3   | Tailandia | 3  | 1  | 2  | 4  | 7  | 3   |
| 4   | China     | 3  | 0  | 3  | 3  | 9  | 1   |

#### Resultados
| Fecha    | Hora  | Encuentro          | Resultado | Set   | Set   | Set   | Set   | Set   | Puntuación total |
| Fecha    | Hora  | Encuentro          | Resultado | 1     | 2     | 3     | 4     | 5     | Puntuación total |
| -------- | ----- | ------------------ | --------- | ----- | ----- | ----- | ----- | ----- | ---------------- |
| 24-08-11 | 17:00 | Tailandia - Rusia  | 1-3       | 18-25 | 22-25 | 27-25 | 17-25 |       | 84-100           |
| 24-08-11 | 20:00 | China - Serbia     | 2-3       | 25-20 | 18-25 | 25-23 | 16-25 | 16-18 | 100-111          |
| 25-08-11 | 17:00 | Serbia - Rusia     | 1-3       | 25-20 | 17-25 | 21-25 | 21-25 |       | 84-95            |
| 25-08-11 | 19:30 | China - Tailandia  | 1-3       | 12-25 | 21-25 | 25-19 | 17-25 |       | 75-94            |
| 26-08-11 | 17:00 | Serbia - Tailandia | 3-0       | 25-23 | 25-22 | 25-23 |       |       | 75-68            |
| 26-08-11 | 19:30 | China - Rusia      | 0-3       | 21-25 | 11-25 | 23-25 |       |       | 55-75            |

### Grupo B
| Pos | Equipo         | PJ | PG | PP | SF | SC | PTS |
| --- | -------------- | -- | -- | -- | -- | -- | --- |
| 1   | Brasil         | 3  | 3  | 0  | 9  | 1  | 9   |
| 2   | Estados Unidos | 3  | 2  | 1  | 7  | 5  | 5   |
| 3   | Japón          | 3  | 1  | 2  | 3  | 6  | 3   |
| 4   | Italia         | 3  | 0  | 3  | 2  | 9  | 1   |

#### Resultados
| Fecha    | Hora  | Encuentro               | Resultado | Set   | Set   | Set   | Set   | Set   | Puntuación total |
| Fecha    | Hora  | Encuentro               | Resultado | 1     | 2     | 3     | 4     | 5     | Puntuación total |
| -------- | ----- | ----------------------- | --------- | ----- | ----- | ----- | ----- | ----- | ---------------- |
| 24-08-11 | 11:00 | Japón - Estados Unidos  | 0-3       | 22-25 | 17-25 | 23-25 |       |       | 62-75            |
| 24-08-11 | 13:30 | Brasil - Italia         | 3-0       | 25-16 | 25-17 | 25-17 |       |       | 75-50            |
| 25-08-11 | 13:30 | Estados Unidos - Italia | 3-2       | 25-19 | 21-25 | 22-25 | 25-22 | 15-10 | 108-101          |
| 25-08-11 | 11:30 | Brasil - Japón          | 3-0       | 25-17 | 25-22 | 25-21 |       |       | 75-60            |
| 26-08-11 | 11:00 | Italia - Japón          | 0-3       | 23-25 | 23-25 | 19-25 |       |       | 65-75            |
| 26-08-11 | 13:30 | Brasil - Estados Unidos | 3-1       | 22-25 | 26-24 | 25-21 | 25-20 |       | 98-90            |

| – | Clasificado para competir del 1.er al 4.º puesto.  |
| – | Clasificado para competir por el 5.º y 6.º puesto. |
| – | Clasificado para competir por el 7.º y 8.º puesto. |

## Consuelo

### Séptimo lugar
| Fecha    | Hora  | Encuentro      | Resultado | Set   | Set   | Set   | Set   | Set   | Puntuación total |
| Fecha    | Hora  | Encuentro      | Resultado | 1     | 2     | 3     | 4     | 5     | Puntuación total |
| -------- | ----- | -------------- | --------- | ----- | ----- | ----- | ----- | ----- | ---------------- |
| 27-08-11 | 11:10 | China - Italia | 2-3       | 13-25 | 25-14 | 25-22 | 16-25 | 10-15 | 89-101           |

### Quinto Lugar
| Fecha    | Hora  | Encuentro         | Resultado | Set   | Set   | Set   | Set | Set | Puntuación total |
| Fecha    | Hora  | Encuentro         | Resultado | 1     | 2     | 3     | 4   | 5   | Puntuación total |
| -------- | ----- | ----------------- | --------- | ----- | ----- | ----- | --- | --- | ---------------- |
| 27-08-11 | 13:40 | Japón - Tailandia | 3-0       | 25-14 | 25-23 | 25-23 |     |     | 75-60            |

## Semifinales y Final
|  | Semifinales    | Semifinales |   |        | 1º puesto      | 1º puesto |  |
|  |                |             |   |        |                |           |  |
|  |                |             |   |        |                |           |  |
|  |                |             |   |        |                |           |  |
|  | Rusia          | 0           |   |        |                |           |  |
|  | Brasil         | 3           |   |        |                |           |  |
|  |                |             |   |        |                |           |  |
|  |                |             |   |        |                |           |  |
|  |                |             |   |        | Estados Unidos | 3         |  |
|  |                | Brasil      | 0 |        |                |           |  |
|  |                |             |   |        |                |           |  |
|  |                |             |   |        |                |           |  |
|  |                |             |   |        | 3º puesto      |           |  |
|  |                |             |   |        |                |           |  |
|  | Estados Unidos | 3           |   | Serbia | 3              |           |  |
|  | Serbia         | 0           |   |        | Rusia          | 0         |  |

### Semifinales
| Fecha    | Hora  | Encuentro               | Resultado | Set   | Set   | Set   | Set | Set | Puntuación total |
| Fecha    | Hora  | Encuentro               | Resultado | 1     | 2     | 3     | 4   | 5   | Puntuación total |
| -------- | ----- | ----------------------- | --------- | ----- | ----- | ----- | --- | --- | ---------------- |
| 27-08-11 | 17:10 | Serbia - Estados Unidos | 0-3       | 22–25 | 20–25 | 21–25 |     |     | 63–75            |
| 27-08-11 | 19:40 | Brasil - Rusia          | 3-0       | 26-24 | 25-17 | 25-23 |     |     | 76-64            |

### Tercer lugar
| Fecha    | Hora  | Encuentro      | Resultado | Set   | Set   | Set   | Set | Set | Puntuación total |
| Fecha    | Hora  | Encuentro      | Resultado | 1     | 2     | 3     | 4   | 5   | Puntuación total |
| -------- | ----- | -------------- | --------- | ----- | ----- | ----- | --- | --- | ---------------- |
| 28-08-11 | 13:10 | Serbia - Rusia | 3-0       | 25-21 | 25-20 | 25-16 |     |     | 75-57            |

### Final
| Fecha    | Hora  | Encuentro               | Resultado | Set   | Set   | Set   | Set | Set | Puntuación total |
| Fecha    | Hora  | Encuentro               | Resultado | 1     | 2     | 3     | 4   | 5   | Puntuación total |
| -------- | ----- | ----------------------- | --------- | ----- | ----- | ----- | --- | --- | ---------------- |
| 28-08-11 | 15:40 | Estados Unidos - Brasil | 3-0       | 26-24 | 25-20 | 25-21 |     |     | 75-65            |

## Clasificación general
| Pos | Equipo               |
| --- | -------------------- |
| 1   | Estados Unidos       |
| 2   | Brasil               |
| 3   | Serbia               |
| 4   | Rusia                |
| 5   | Japón                |
| 6   | Tailandia            |
| 7   | Italia               |
| 8   | China                |
| 9   | Corea del Sur        |
| 10  | Polonia              |
| 11  | Cuba                 |
| 12  | República Dominicana |
| 13  | Alemania             |
| 14  | Argentina            |
| 15  | Kazajistán           |
| 16  | Perú                 |

## Distinciones individuales
| Distinción        | Nombre              | Equipo         |
| ----------------- | ------------------- | -------------- |
| MVP               | Destinee Hooker     | Estados Unidos |
| Mejor anotadora   | Jovana Brakocevic   | Serbia         |
| Mejor atacante    | Milena Rašić        | Serbia         |
| Mejor bloqueadora | Iuliia Morozova     | Rusia          |
| Mejor servicio    | Thaisa Menezes      | Brasil         |
| Mejor armadora    | Danielle Lins       | Brasil         |
| Mejor defensa     | Fabiana de Oliveira | Brasil         |
| Mejor recepción   | Fernanda Garay      | Brasil         |
| Mejor libero      | Victoria Kuzyakina  | Rusia          |